# Britain crown
Britain crown è una moneta d'oro britannica, fatta coniare da Giacomo VI di Scozia dopo l'accesso al trono d'Inghilterra.
Fu coniata con le stesse caratteristiche in Inghilterra e in Scozia nel periodo 1604 – 1625.
Fa parte di una serie di monete coniate contemporaneamente nei due regni con lo stesso peso e titolo, di cui la più importante era la unite.
Nei due regni furono battute due versioni con differenze minime.

## Storia
Nel 1603, alla morte di Elisabetta I d'Inghilterra, Giacomo VI di Scozia, figlio di Maria Stuarda, salì al trono inglese. Nella sua figura per la prima volta tutta l'isola ha un unico sovrano.
Con quest'unione le monete dei due regni divengono simili: i tipi prevalenti sono ora quelli delle monete inglesi e la monete scozzesi si uniformano a quelle.
Dopo l'accesso al trono fu coniata una serie completamente nuova di monete d'oro. Oltre alla britain crown furono coniate  unite, doppia corona, thistle crown e half crown.
La Britain crown scozzese e quella inglese furono coniate contemporaneamente nel periodo 1604-25.
Le differenze più rilevanti tra le due monete sono il segno di zecca e la posizione delle armi nello scudo del rovescio: in versione inglese i leopardi d'Inghilterra sono nel I e nel IV quarto ed il leone di Scozia nel II; nella versione scozzese le posizioni sono rovesciate. Il segno di zecca nella versione scozzese è il cardo. L'arpa irlandese era sempre nel terzo..
Le altre differenze sono: la corona scozzese o quella inglese e la zecca di coniazione ed il conseguente segno di zecca.
La britain crown valeva 60 scellini scozzesi (3 sterline scozzesi), e 5 scellini inglesi, il peso era di 38,7 grani con un titolo. 850.
Dritto: IA D G MAG BRIT FRAN ET HIB REX con l'immagine del re coronato a destra
Rovescio lo scudo inquartato e coronato e la legenda HENRICVS ROSAS REGNA IACOBVS.
Anche i valori sono diversi: infatti il rapporto tra la sterlina inglese e quella scozzese è di 1/12, che da questo momento rimane fisso.
Nella versione inglese della moneta ai lati della corona che si trova sopra lo stemma ci sono le lettere "I" ed "R", che mancano nella versione scozzese.
La moneta fu coniata anche sotto Carlo I, in due periodi nella prima monetazione (1625-1636) e nella terza monetazione (1637- 1642)
La prima volta praticamente era uguale a quella di Giacomo VI, con il nome e le iniziale modificate. Nel 1636 divenne responsabile della zecca di Edimburgo Nicolas Briot e l'anno successivo la moneta fu prodotta meccanicamente con i nuovi macchinari importati da Briot.
La Britain crown di Carlo recava al dritto l'immagine del re volto a sinistra ed al rovescio lo stemma reale con la legenda VNITA TVEMVR.
Dopo Carlo I questa moneta non fu più coniata.